# Глинка (Кальміуський район)
Гли́нка — село в Україні, у Кальміуській міській громаді Кальміуського району Донецької області. Населення становить 650 осіб.

## Загальні відомості
Відстань до райцентру становить близько 34 км і проходить автошляхом місцевого значення.
Землі села межують із с. Чирилянське Бойківського району Донецької області та Матвієво-Курганським районом Ростовської області Російської Федерації.
Із 2014 р. внесено до переліку населених пунктів на Сході України, на яких тимчасово не діє українська влада.

## Населення
За даними перепису 2001 року населення села становило 650 осіб, із них 86,31 % зазначили рідною мову українську та 13,38 % — російську.